# 型材
型材是指按照一定标准，采用人造材料来标准化、规模化生产制造的材料。这类材料具有一定外观尺寸，断面呈一定形状，具有一定力学物理性能。型材既能单独使用也能进一步加工成其他制造品，常用于建筑结构与制造安装。

## 材质
从材质上，型材常以金属及其他人工合成的原料，有别于天然的木材、竹材、石材等。

## 分类
常见型材有：
- 型钢：圆钢

按照钢的冶炼质量不同，型 钢分为普通型钢和优质型钢。普通型钢按现行金属产品目录又分为大型型钢、中型型钢、小型型钢。普通型钢按其断面形状又可分为工字钢、槽钢、角钢、圆钢等。　大型型钢：大型型钢中工字钢、槽钢、角钢、扁钢都是热轧的,圆钢、方钢、六角钢除热轧外，还有锻制、冷拉等。 　　
工字钢、槽钢、角钢广泛应用于工业建筑和金属结构，如厂房、桥梁、船舶、农机车辆制造、输电铁塔，运输机械、往往配合使用。扁钢主要用作桥梁、房架、栅栏、输电、船舶、车辆等。圆钢、方钢用作各种机械零件、农机配件、工具等。 　　
中型型钢：中型型钢中工、槽、角、圆、扁钢用途与大型型钢相似 　　
小型型钢:小型型钢中角、圆、方、扁钢加工和用途与大型相似，小直径圆常用作建筑钢筋。
- 有色金属型材；
- 合金型材；
- 塑钢型材。

## 生产
常用生产工艺有：热轧、铸造、冷锻等。

## 加工
- 工艺：剪断、切割、折弯、焊接。
- 加工设备：锯床、切割机、对焊机等。